# Pfälzische Maximiliansbahn-Gesellschaft

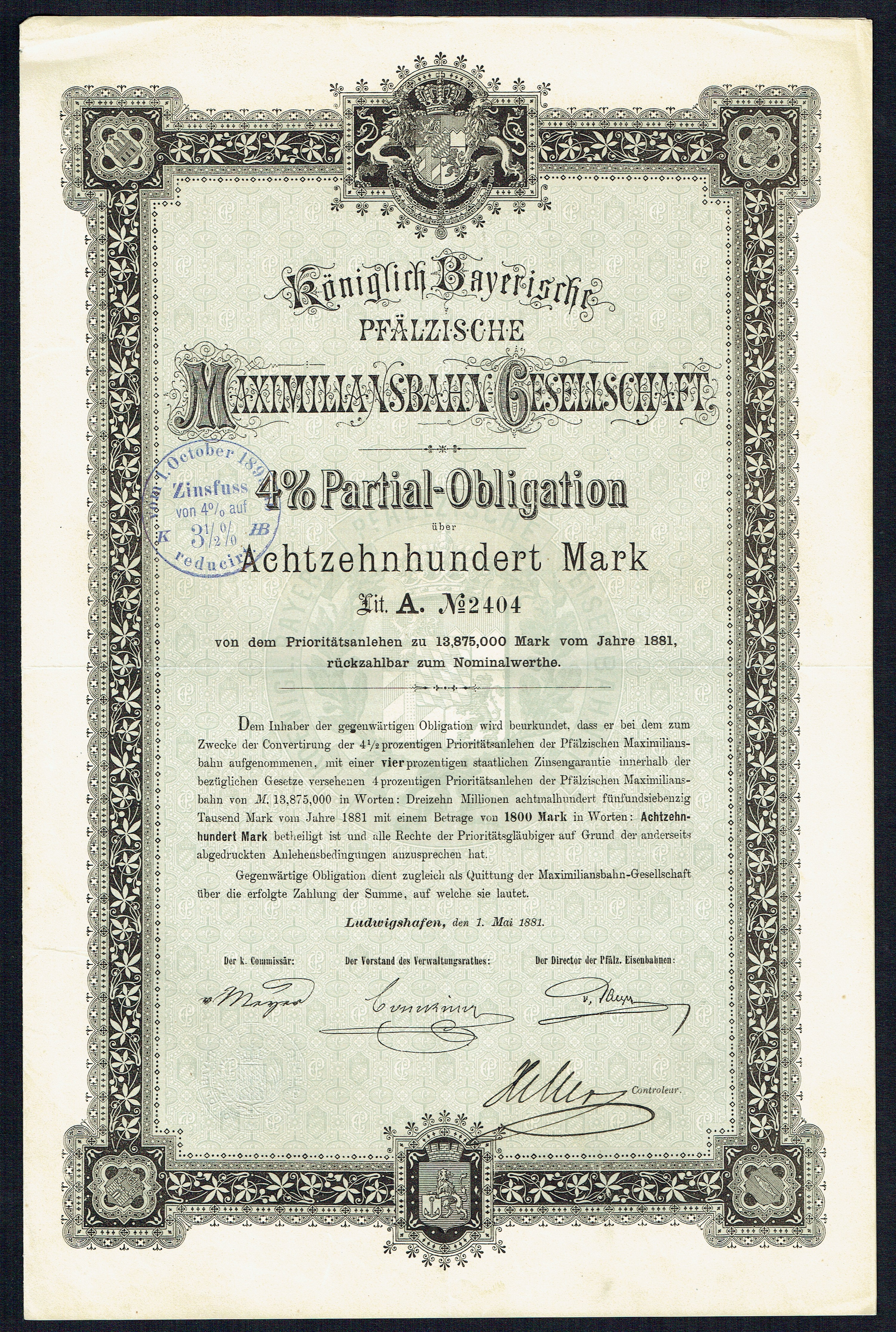
Älteste Obligation der Pfälzischen Maximiliansbahn-Gesellschaft von 1881

Die Pfälzische Maximiliansbahn-Gesellschaft war eine Aktiengesellschaft, die für den Bau der Bahnstrecke Neustadt an der Weinstraße–Wissembourg zwischen Neustadt (damals „an der Haardt“) und Weissenburg (heute Wissembourg) gegründet wurde. Die Strecke wurde auch zur Unterscheidung mit der gleichnamigen Strecke der Königl. Bayerischen Staatsbahn als „Pfälzische Maximiliansbahn“ bezeichnet.
In der am 3. November 1852 erteilten Konzession der bayerischen Regierung wurde ein „gemeinschaftlicher Verwaltungsrath“ und eine „gemeinschaftliche Direktion“ mit der Pfälzischen Ludwigsbahn-Gesellschaft bei gleichzeitig „getrennter Rechnungsführung“ gefordert. Am 1. Januar 1870 gingen beide Unternehmungen zusammen mit den Pfälzischen Nordbahnen in die Gesellschaft der Pfälzischen Eisenbahnen über.

## Geschichte

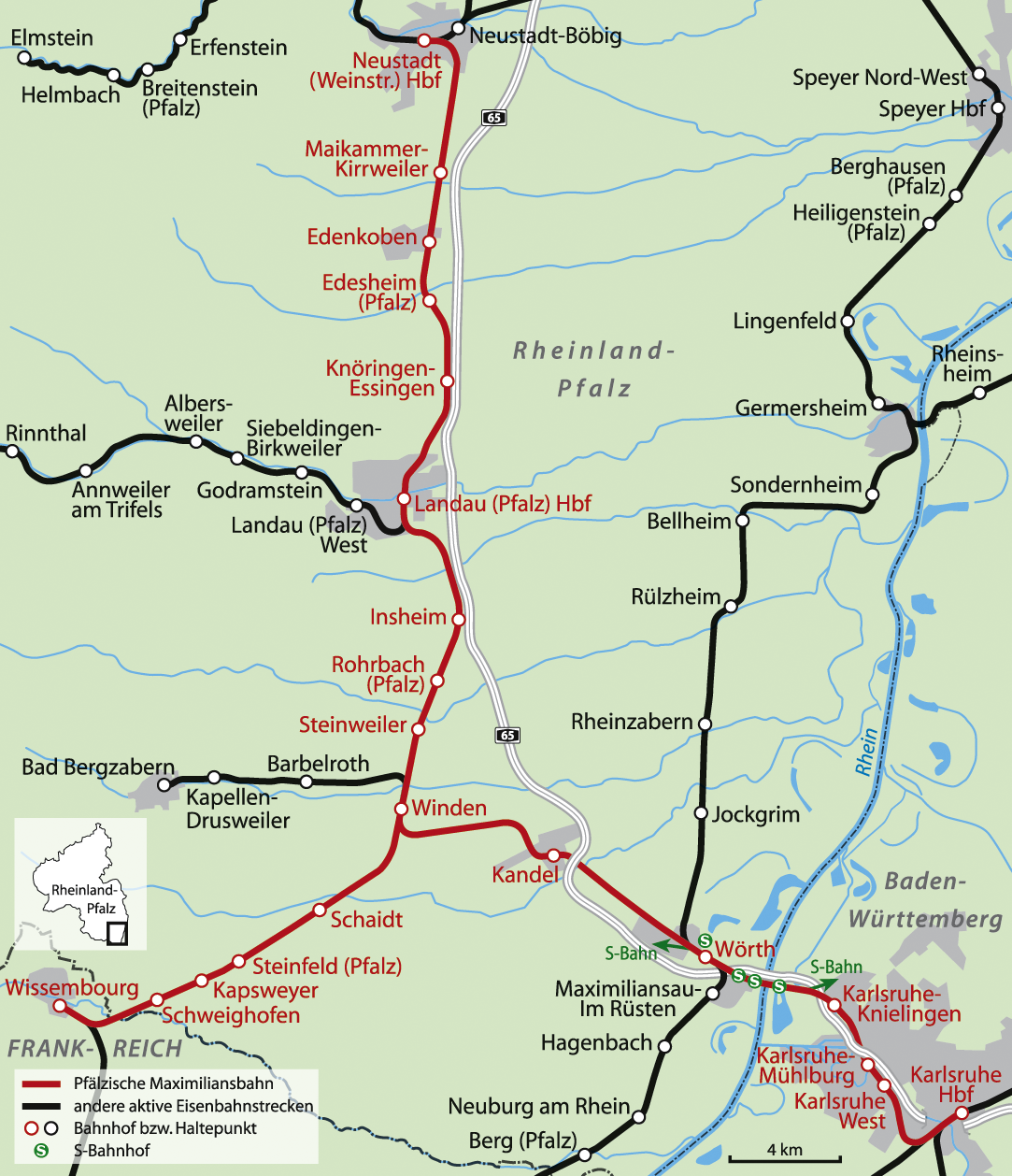
Strecken der Maximiliansbahn

Nachdem die Verbindung zwischen der Pfälzischen Ludwigsbahn und der Hessischen Ludwigsbahn in Ludwigshafen hergestellt war, suchte man die Fortsetzung dieser Strecke Richtung Süden nach Straßburg. Schon lange – letztlich seit 1837 – hatte es vergebliche Anläufe zur Konzessionierung einer solchen Bahn gegeben. Unklar war vor allem auch, ob man eine Strecke nahe dem Rhein oder eine solche am „Gebirge“ entlang bauen sollte. Die zögerliche Haltung Frankreichs zur Streckenführung hat letztlich wesentlich dazu beigetragen, dass Neustadt an der Haardt zum Ausgangspunkt für die Strecke gewählt wurde. Nach Vorlage eines Gutachtens beschloss der Verwaltungsrat der Ludwigsbahn am 13. Dezember 1851 die Linienführung von Neustadt über Landau nach Wissembourg. Dem schloss sich die Kreisregierung in Speyer am 5. Februar 1852 an.
Auch in Frankreich war mittlerweile am 25. Februar 1852 die Entscheidung zugunsten der Strecke Strasbourg–Haguenau–Wissembourg gefallen. Die Bayerische Regierung hatte mit Frankreich schon mit dem am 4. Februar 1848 geschlossenen Staatsvertrag die Rahmenbedingungen für eine solche grenzüberschreitende Bahnlinie festgelegt. Dazu gehörte z. B. auch dass Lokomotiven nicht nur auf den jeweiligen landesinternen Abschnitten, sondern auch grenzüberschreitend eingesetzt werden konnten. Dieser Vertrag wurde im Mai 1852 in München ratifiziert. Am 7. Mai 1852 wurde eine stattliche Zinsgarantie von 4,5 % für den Bau der Strecke gewährt, die Zustimmung der Aktionäre erfolgte dann am 19. Juli 1852. Bei dieser Gelegenheit erhielt die Gesellschaft den Namen Maximiliansbahn zu Ehren ihres Protektors Maximilian II., der dann am 3. November 1852 die Konzession erteilte.

### Von Neustadt nach Wissembourg
Unter der Leitung von Paul Camille von Denis nahm man den Bau von Edesheim und von Winden aus in Angriff. Für die gesamte Strecke plante man – wie auch bei der Ludwigsbahn – eine Trassierung für zwei Spuren, wobei zuerst nur eine gelegt wurde. Größere Probleme bereitete die Streckenführung und die Lage des Bahnhofs im Bereich der Festung Landau. Hier ging es um die Frage der Trassierung durch das Festungsterrain. Das bayerische Kriegsministerium und der Bundesausschuss für militärische Angelegenheiten erarbeiteten aber eine detaillierte Vereinbarung, welche z. B. die Forderung nach „einem bombensicheren, eingewölbten und zur Verteidigung eingerichteten Unterstand für zwei bis drei Lokomotiven nebst Tendern“ enthält. Auch der Lauterübergang bei Wissombourg musste von Seiten der Militärbehörden abgesegnet werden. Nach einer Vereinbarung des Deutschen Bundes bedurften feststehende Brücken über Grenzflüsse zum Ausland bzw. zu Staaten die nicht Mitglieder des Deutschen Bundes waren einer Prüfung auf militärische Zulässigkeit. Im Juli 1855 war dann der Streckenbau zwischen Neustadt und Landau beendet und dieser Abschnitt ging in Betrieb. Auf französischer Seite wurde der Abschnitt Haguenau-Wissembourg am 23. Oktober 1855 in Betrieb genommen, und am 26. November 1855 folgte der Abschnitt Wissembourg-Landau.
Die Eisenbahn verursachte durch stetig anwachsende Güterverkehr auf der Strecke einen großen, wirtschaftliche Aufschwung. Daher ging bereits 1867 zwischen Neustadt und Winden das zweite Gleis in Betrieb. Zusätzlich wurden auch mehrere Unterwegsbahnhöfe umgestaltet und teilweise mit längeren Kreuzungsgleisen versehen. Auf Druck der Militärbehörden erfolgte dann auch mitten im Krieg 1870/71 der Bau des zweiten Gleises auf der Strecke Winden-Wissembourg.

### Von Winden nach Maxau
Im Geschäftsbericht der Maximiliansbahn für das Jahr 1858/1859 wird als besonderes Anliegen die Notwendigkeit einer Bahnverbindung von Winden nach Karlsruhe vorgebracht. Man sucht damit den Anschluss an die Bahnen in Baden, Württemberg und dem jenseitigen Bayern um insbesondere eine Erleichterung bei der Versendung von Kohle in jene Länder zu erreichen. Auch aus militärischer Sicht wurde in einem Gutachten des Korpskommandanten der Pfalz, Generalmajor Karl von Krazeisen, eine Verbindung Winden-Karlsruhe gefordert. Mit dem Gesetz vom 10. November 1861 gewährte der bayerische Staat einen Zinszuschuss für diese Bahnlinie in Höhe von 1,5 Millionen Gulden, am 28. Juni 1862 folgte dann die Konzession. Die Details zur Trassierung wurden von der Section Kandel unter dem Ingenieur C. Millet ausgearbeitet. Nach Genehmigung durch die Generalversammlung wurde der Bau begonnen und schon am 14. März 1864 wurde die Linie eröffnet.

### Die Maxauer Schiffsbrücke über den Rhein

Alte Ansichtskarte (Litho) der Schiffsbrücke Maxau um 1905

Die Entstehung dieser Verbindung von Maxau per Schiffsbrücke bis nach Karlsruhe mit Anschluss an das badische Schienennetz stieß auf verschiedene Schwierigkeiten. Nachdem die Stadt Karlsruhe mit ihren 1853 und 1857 eingereichten Petitionen für die Strecke bei der badischen Regierung kein Glück hatte, entschloss man sich, die Bahnverbindung – später auch Maxaubahn genannt – selbst zu organisieren. Der Staat ließ die Karlsruher Bürger gewähren, weil „man niemanden zurückhalten solle, der um jeden Preis eine Dummheit machen wolle“. Allen Unkenrufen zum Trotz wurde am 6. September 1860 das «Gesetz, die Erbauung einer Eisenbahn von Karlsruhe an den Rhein bei Maxau durch die Stadtgemeinde Karlsruhe betreffend» verkündet. Die Konzession wurde dann am 27. Juli 1861 erteilt.
Die technischen Herausforderungen für die Rheinquerung und den Anschluss an die Pfälzische Eisenbahn waren nicht gering. Ein Trajekt war nicht möglich, weil sich ständig verändernde Kiesbänke dem entgegenstanden, so dass nur die Verstärkung der seit 1840 existierenden Schiffsbrücke für den Eisenbahnverkehr als Möglichkeit blieb. Der Rhein hatte damals schon einen beachtlichen Verkehr. So musste 1863 1040-mal die Brücke für den Schiffsverkehr geöffnet werden. Mit der Ausarbeitung der Konstruktion wurde der Oberingenieur C. Basler betraut. Er nahm sich bereits existierende Schiffsbrücken für Eisenbahnen zum Vorbild, welche in Britisch-Indien aufgekommen waren. Diese lagen aber an ruhigen Binnensee Gewässern. Sein erster Entwurf fand zwar die Zustimmung der badischen Baubehörden und auch die bayerischen Kommissäre stimmten ihm zu, die Kosten waren allerdings fast so hoch wie ein Neubau. Ein zweiter Entwurf veranschlagte für die Brücke alleine schon 135.000 Gulden zuzüglich zweier Speziallokomotiven zu je 15.000 Gulden.
Nachdem sich badische und bayerische Kommissäre mit einem am 31. März 1864 Vertrag über die Verteilung die Bau- und Betriebskosten sowie der Eigentumsrechte geeinigt hatten, wurde im Mai 1864 mit dem Bau der Pontons begonnen. Am 22. April 1865 erfolgte die Probebelastung und anschließend die Freigabe. Erst am 4. April 1938 hatte diese Schiffsbrücke ausgedient und wurde – nach fast fünfjähriger Bauzeit – durch eine feste Eisenbahnbrücke ersetzt.

## Fusion
Am 1. Januar 1870 wurden Verwaltung und Betrieb der pfälzischen Gesellschaften der Maximiliansbahn, der Ludwigsbahn und der Nordbahnen als Pfälzische Eisenbahnen zusammengefasst. Mit der Zustimmung der Gesellschafter zu diesem Vertrag war sowohl die Verpflichtung zum Bau weiterer Strecken als auch eine staatliche Zinsgarantie von 4,5 % auf Bau- und Einrichtungskapital für 35 Jahre verbunden. Damit einher ging der Aufbau einer neuen Verwaltungsstruktur. Die weiteren Details zur Entwicklung nach 1870 siehe Pfälzische Eisenbahnen.

### Weitere Strecken
Auch nach der Fusion blieb die Pfälzische Maximiliansbahn-Gesellschaft rechtlich als eigenständige Gesellschaft noch bestehen. In ihrem Namen und auf ihre Rechnung wurden in den folgenden Jahren noch weitere Strecken eröffnet:
- Winden–(Bad) Bergzabern, 10 km, am 10. April 1870
- Germersheim–Landau, 21 km, am 16. Mai 1872
- Germersheim–Wörth–Berg–Lauterburg, 40 km, am 25. Juli 1876
- Rohrbach-Steinweiler–Klingenmünster, 10 km, am 1. Dezember 1892
- Landau–Herxheim, 11 km, am 1. Dezember 1898

Am 1. Januar 1909 ging die Maximiliansbahn zusammen mit den übrigen zu den Pfälzischen Eisenbahnen gehörenden Gesellschaften in das Eigentum der Königlich Bayerischen Staatseisenbahnen über.